# Santiago Contoricón
Santiago Contoricón (1965-Puerto Ocopa, 8 de abril de 2023) fue un líder asháninka y docente intercultural bilingüe peruano. Participó en la defensa constante del territorio comunal asháninka en Puerto Ocopa ubicado en el distrito de Río Tambo en la provincia de Satipo en la región Junín contra la tala ilegal, y colaboró con los Sinchis de la Policía Nacional para frenar y erradicar el narcotráfico y la subversión senderista en esta zona de acceso difícil.

## Trayectoria
Es recordado por su lucha y resistencia dentro de la rondas ashaninkas contra la organización terrorista, Sendero Luminoso y el MRTA en las décadas de 1980 y 1990 en la selva central; y por su labor como dirigente indígena y su colaboración activa como parte del Comité de Autodefensa contra el narcotráfico asentado en el Valle de los Ríos Apurímac, Ene y Mantaro (VRAEM). Varios documentos periodísticos y de la Comisión de la Verdad y Reconciliación (CVR) mencionan a Contoricón como un jefe asháninka que lideró la resistencia contra Sendero Luminoso en la provincia de Satipo en el departamento de Junín.
En el 2001 se enfrentó a fuego abierto a una columna de "Raúl" (Jorge Quispe Palomino). Se enteró de que en un campamento terrorista mantenían cautivos a ashaninkas para que sirvieran como mano de obra y junto a otro dirigente empezó a recoger información de ese campamento. La información recopilada fue decisiva para que el 8 de setiembre de 2003, la policía rescatara a 24 asháninkas secuestrados por los terroristas.
Se desempeñó como alcalde distrital de Río Tambo (2003-2006), primer regidor en la Municipalidad Provincial de Satipo (2007-2010), consejero regional de Junín (2015–2018) en durante la gestión del exgobernador Ángel Unchupaico y presidente de la Asociación Indígena de la Central Asháninka del Río Tambo (CART).
Se enfrentó al narcotráfico y muchas veces él mismo intervenía con sus propios botes usando armas hechizas. En los últimos 3 años a su fallecimiento, los Comités de Autodefensa liderados por él incautaron más de tres toneladas de cocaína a punta de arco y flecha.

## Asesinato
Fue asesinado mediante disparos en su cabeza dentro de su vivienda en la comunidad de Puerto Ocopa, en el distrito de Río Tambo, en la noche del sábado 8 de abril de 2023. Luego de su muerte, el Viceministerio de Interculturalidad del Ministerio de Cultura, la Federación Regional de Mujeres Ashaninka, Nomatsiguenga y Kakinte (FREMANK), la Confederación de Nacionalidades Amazónicas del Perú (CONAP), Amnistía Internacional Perú, la congresista Silvana Robles y los ministros de los ministerios de Cultura, Interior y Justicia emitieron comunicados lamentando la pérdida.
La Central Asháninka del Río Tambo (CART) ha declarado que los asesinos están vinculados con el narcotráfico. En los últimos años miembros de la CART habían incautado toneladas de cocaína para luego entregarla a la policía antidrogas. El general PNP Colin Sim Galván, jefe de la VI Región Policial, afirmó que el asesinato de Santiago Contoricón «sería una venganza por los decomisos de droga y la lucha del dirigente indígena contra el uso del territorio asháninka y ríos para el narcotráfico».
La CART a partir del 11 de abril implementó un bloqueo naval en el río Tambo «hasta que las autoridades capturen a los responsables del asesinato» y solicitó el retiro de todos los oficiales de la base de la Marina de Guerra, «por no cumplir con su responsabilidad de brindar seguridad y protección a la población y permitir la circulación de naves trasladando cocaína e insumos químicos para el narcotráfico». Puerto Ocopa se ubica en una zona de tránsito de embarcaciones que trasladan drogas por el río Tambo con destino a Atalaya, en el departamento de Ucayali. De Atalaya, el producto ilegal sale en avionetas con destino a Brasil y Bolivia.
El 10 de abril el Programa de Recompensas del Ministerio del Interior ofreció una recompensa de hasta S/ 150.000 por información que facilite la identificación, detención y captura de los asesinos del líder asháninka.
El 3 de mayo efectivos policiales del Puesto de Control de Machente capturaron a Ronal Pozo Huamán (26), quien estaría implicado en el asesinato del líder indígena.